# イマン・アブドゥルマジド
イマン・モハメド・アブドゥルマジド（ソマリ語：Iimaan Maxamed Cabdulmajiid,アラビア語: ايمان محمد عبد المجيد,英語: Iman Mohamed Abdulmajid、1955年7月25日 - ）は、イマン（アラビア語で「信頼」の意）の芸名で知られるソマリア出身のファッションモデル、女優、実業家である。ソマリアの化粧品分野の先駆者である他、慈善事業でも有名である。

## 生い立ち
ソマリアのモガディシュで、駐サウジアラビア大使を務めた外交官の父親モハメド・アブドゥルマジドと医師の母親マリアン・アブドゥルマジドの間に出生した。彼女にはイルヤース、フェイサルの2人の兄弟とナージャという姉妹が1人いる。イマンはエジプトの高校に通った後、ケニヤのナイロビ大学に進み政治学を学んだ。イマンはイスラム教徒で 、ソマリ語、アラビア語、イタリア語、フランス語、英語の5つの言語を話す。

## 経歴

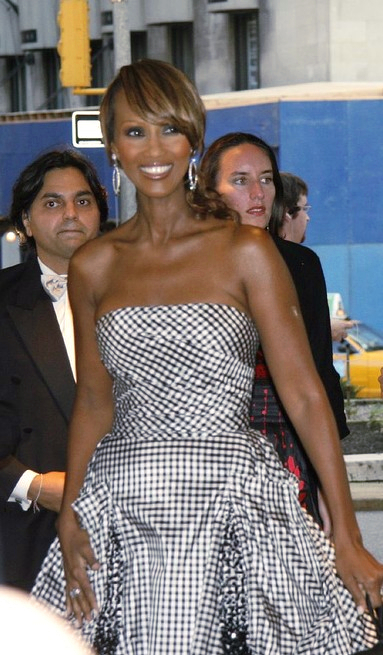
メトロポリタン歌劇場にて初日の夜に（2006年9月25日）

ナイロビ大学在学中にアメリカ人の写真家ピーター・ビアードに見出され、モデル活動の為にアメリカ合衆国ニューヨーク市に移り住んだ。1976年、ファッション雑誌『ヴォーグ』の表紙を飾りデビューした。彼女はすぐに多くの雑誌の表紙を飾り、何れも高く評価された。そして、スーパーモデルとしての名声を確立した。
彼女は長い首、高くて細い体格、美しい容貌、銅色の肌、エキゾチックなアクセントでファッション業界で即座に成功を収めた。しかし、イマンは自身は平均的なソマリア人の容貌であると主張している。イマンはホルストン、ジャンニ・ベルサーチ、カルバン・クライン、三宅一生、ダナ・キャラン、イヴ・サン＝ローランなどの著名なデザイナーのミューズになった。
14年間のハイファッションモデルとして活動の中で、ヘルムート・ニュートン、リチャード・アベドン、アービング・ペン、アーニー・リーボビッツを含む多くの著名なカメラマンと働いた。現在、ニューヨーク市のワン・マネージメント、ロンドンのインディペンデント・モデルと契約している。1992年にはマイケル・ジャクソンの「リメンバー・ザ・タイム」のショートフィルムに王女役で出演。
女優として『スタートレックVI 未知の世界』や『L.A.ストーリー/恋が降る街』に出演。現在はモデルを引退しており、自分の化粧品会社「イマン・コスメティックス」を持っている。

## 私生活
- 18歳の1973年にヒルトンホテルの幹部だったソマリア人の男性と結婚したが、1975年に大物カメラマンにモデルになることを強く勧められ、ニューヨークに行くことを決めたのをきっかけに離婚して渡米した。
- 1977年にバスケットボール選手のスペンサー・ヘイウッドと結婚し、娘ズーレカをもうけたが、夫婦揃って浪費やパーティ漬けの生活が止められず、さらに酒と麻薬に溺れ夫婦生活が破綻してしまい1987年に離婚した。荒れた私生活の発覚と離婚で、神秘的なイメージが崩れイメージダウンしてしまい、仕事も減りシングルマザーとして経済的にも苦しい日々が続いていた。
- ミュージシャンのデヴィッド・ボウイが自分のコンサートにイマンを招待したことがきっかけで親しくなり、1992年にボウイと再婚した。2人はお互い同士がファンであったことや、当時ボウイもイマンも再婚相手を探していたため、最初のデートの時から再婚を前提に交際を始めた。2人の間には2000年に生まれた娘アレクサンドリア・ザーラ・ジョーンズ（愛称はレクシー）がいる。ボウイは2016年1月10日に死去した。
- ダロッド族出身のソマリ人で、アメリカ国籍を獲得している。